# Brabham BT7
Pour les articles homonymes, voir Brabham.
Chronologie des modèles (1962-1963-1964-1965)
Brabham BT6 Brabham BT10 (en)
La Brabham BT7 est une monoplace construite par Brabham Racing Organisation et engagée en Formule 1 entre 1963 et 1966. C'est la deuxième monoplace de Formule 1 construite par Brabham.